# Государственная премия Кыргызской Республики в области науки и техники
Государственная премия Кыргызской Республики в области науки и техники (кирг. Кыргыз Республикасынын илим жана техника боюнча мамлекеттик сыйлыгы) — одна из наград Кыргызстана.
Предшественник — Государственная премия Киргизской ССР в области науки и техники, учреждённая 30 ноября 1967 года постановлением Совета министров Киргизской ССР № 647. В 1991 году преобразована в Государственную премию Кыргызской Республики в области науки и техники.
Вручается один раз в два года, ко Дню независимости Кыргызстана. Решение о присуждении премии принимается специальным комитетом и утверждается президентом Кыргызстана. Лауреаты получают звание «Лауреат Государственной премии Кыргызской Республики по науке и технике», диплом, почётный знак с датой присуждения и денежный приз.
Присуждается:
- за выдающиеся научные труды (по всем направлениям науки), способствующие сохранению и развитию, повышению статуса государственного языка, — Государственная премия имени Касыма Тыныстанова;
- за результаты научных исследований, существенно обогативших отечественную науку и внесших значительный вклад в развитие естественных, технических, общественных и гуманитарных наук, выход кыргызской науки и техники на уровень передовых достижений в мире;
- за разработку образцов новой техники и прогрессивных технологий, обеспечивающих инновационное развитие экономики и социальной сферы, а также укрепление обороноспособности страны;
- за разработку и создание принципиально новых изделий, технологических процессов в различных отраслях экономики, содержащих сведения, отнесенные к государственным секретам.